# 工藤東子
工藤 東子（くどう とうこ、1968年7月13日 - ）は、秋田県を拠点に活動している日本のフリーアナウンサー、箏教室の主宰者。元秋田朝日放送 (AAB) のアナウンサー。
秋田県秋田市出身。早稲田大学教育学部卒業。2007年4月から出産のために休業していた。

## 出演

### テレビ番組
- ステーションEYE（秋田朝日放送） - キャスター
- 八波一起のTVイーハトーブ（東北地方のANN加盟6局ブロックネット番組） - 3代目秋田担当リポーター
- 新・パソコン倶楽部（秋田朝日放送）[2]
- 開けてビッグな玉手箱（秋田朝日放送）[2]
- ゆうドキっ!（秋田放送） - 水曜レギュラー
- 県政番組 こちらお茶の間情報局（秋田放送）

### ラジオ番組
- 元気満タン秋田だwin2（ABSラジオ） - 水曜リポーター
- ごごはWIN'S（ABSラジオ） - 火曜リポーター

### CM
- うさちゃんクリーニング 秋田版CM - リポーター 役、うさちゃん（着ぐるみ） 役